# Zoheir-ibn-Ghauth
Zoheir-ibn-Ghauth, noto anche come Zubayr ibn Gawth (... – IX secolo) è stato un  comandante militare musulmano.
Succedette a Mohammed-ibn-el-Gewâri, morto durante l'assedio di Castrogiovanni nell'829 durante la conquista islamica della Sicilia.
Zoheir fu scelto dal suo stesso esercito ma non ebbe molto successo, perché i bizantini, con i rinforzi del patrizio Teodoto comandati da Costantinopoli, riuscirono ad attaccare i musulmani organizzando un assalto al loro accampamento. Le truppe musulmane di Zoheir si rifugiarono a Mineo dove furono assediati dai bizantini fino all'anno successivo. Le notizie da Mineo portarono allo sgombero quasi completo dei soldati musulmani dalla metà orientale della Sicilia, riportandoli nelle loro roccaforti a Mazara, Balerm, Mars-al-Allah e Trapani. L'assedio di Mineo terminò solo grazie ai rinforzi musulmani provenienti dall'Ifriqiya e dalla Spagna, comandati da Asbagh-ibn-Wekîl.
Asbagh-ibn-Wekîl subentrò a Zoheir e assunse il controllo militare musulmano nell'830.